# هامفری پاتریک گینس
هامفری پاتریک گینس (انگلیسی: Humphrey Patrick Guinness; ۲۴ مارس ۱۹۰۲ – ۱۰ فوریهٔ ۱۹۸۶) چوگان‌باز اهل بریتانیا بود. او در بازی های المپیک تابستانی ۱۹۳۶ برلین مدال نقره گرفته است.